# Sous-répertoire
 (août 2019).
Si vous disposez d'ouvrages ou d'articles de référence ou si vous connaissez des sites web de qualité traitant du thème abordé ici, merci de compléter l'article en donnant les références utiles à sa vérifiabilité et en les liant à la section « Notes et références ».
Un sous-répertoire est en fait un répertoire. On utilise le terme sous-répertoire pour insister sur l'aspect relatif.
Par exemple, sur un système Windows, on ne dira jamais « le sous-répertoire c:\windows\system32 » car c'est un chemin absolu (voir Répertoire), mais on dira plutôt « le sous-répertoire system32 » relativement au répertoire c:\windows.
Le terme répertoire est par contre utilisable dans toutes les situations. On peut très bien dire « le répertoire system32 se trouvant dans c:\windows ».
Notez que l'usage des termes « dossier » et « sous-dossier » est respectivement équivalent à celui de « répertoire » et « sous-répertoire » à une subtilité près : voir Répertoire.